# Zug (kanton)
| Kanton Zug                |                    |
| \| Grb kantona \|         |                    |
| Položaj u Švicarskoj      |                    |
|                           |                    |
| Podaci                    |                    |
| Glavni grad               | Zug                |
| Pristupanje konfederaciji | 1352.              |
| Skraćenica                | ZG                 |
| Stanovništvo              | 108'571 stan.      |
| Popis                     | 31. prosinca 2007. |
| Površina                  | 239 km²            |
| Gustoća                   | 248 stan./km²      |
| Br. općina                | 11                 |
| Jezici                    | njemački           |
| Zemljovid kantona         |                    |
|                           |                    |
| Grb kantona               |                    |

Kanton Zug (Njemački: Zug, Francuski: Zoug, Talijanski: Zugo, ili Latinski: Tugium) je kanton u središnjoj Švicarskoj, glavni grad ovog kantona je grad Zug.

## Zemljopis
Kanton Zug se nalazi u centralnoj Švicarskoj. S 239 km² je jedan od manjih kantona u Švicarskoj.
Susjedni kantoni su na sjeveru Zürich te kantoni Schwyz, Luzern i Aargau.

## Jezik
Njemački je službeni jezik.

## Gradovi i mjesta
- Zug, 24'665 stanovnika
- Baar, 20'823 stanovnika
- Cham, 13'612 stanovnika
- Steinhausen, 8'606 stanovnika
- Risch, 8'299 stanovnika

### Općine u kantonu Zug
U  kantonu je 11 općina: Baar, Cham, Hünenberg, Menzingen, Neuheim, Oberägeri, Risch, Steinhausen, Unterägeri, Walchwil, Zug

## Vjeroispovijest
Većina stanovnika njih 70% su rimokatolici i 20% protestanti.

## Gospodarstvo
Veće tvrtke u kantonu Zugu su:
- Glencore International AG

## Vanjske poveznice
- Službena stranica kantona Zuga